# ألبرت بيتش
ألبرت بيتش (بالإنجليزية: Albert Beech)‏ (24 سبتمبر 1912 في المملكة المتحدة - 20 يونيو 1985 في المملكة المتحدة) هو لاعب كرة قدم بريطاني (وحمل سابقاً جنسية المملكة المتحدة لبريطانيا العظمى وأيرلندا) في مركز الدفاع. لعب مع بورت فايل ونوتس كاونتي وهدرسفيلد تاون ونورثويتش فيكتوريا ونادي ألترينتشام.